# Alburnus heckeli
Alburnus heckeli är en fiskart som beskrevs av Battalgil, 1943. Alburnus heckeli ingår i släktet Alburnus och familjen karpfiskar. IUCN kategoriserar arten globalt som otillräckligt studerad. Inga underarter finns listade i Catalogue of Life.